# Дикий (острів)
Острів Дикий — один з дніпровських островів. Є заповідною зоною та частиною регіонального ландшафтного парку  «Дніпровські острови».

## Природа
Острів Дикий є річковим заплавним островом зі збереженою в природному стані заплавною екосистемою, характерною для середньої течії Дніпра з унікальними природними елементами. Острів є заповідною зоною.
Разом з урочищем Княже, островом Рославський та островом Покал пропонований до включення до проектованого ландшафтного заказника місцевого значення «Урочище Княже», розташованого в межах Київської області.
На острові Дикий у формуванні лісових біотопів беруть участь: тополя чорна, береза повисла, верба біла, хміль, смородина чорна, ожина сиза. У травостої тут наявні: авран лікарський, вероніка довголиста, кропива дводомна, стоколос м'який, стоколос безостий, пирій, конюшина лучна, підмаренник північний, хріниця густоцвіта, тонкопромінник однорічний.
На псамофітних луках зростають пижмо, хвилівник звичайний, енотера дворічна, полин дніпровський, щавель кислий, очиток великий, миколайчики плоскі.
Також на цьому острові виявлено такий підвид бабок, як красуня блискуча кримська.
Коса у південній частині острова є місцем концентрації таких птахів: мартин жовтоногий, мартин звичайний, крячок річковий та малий, пісочник малий, чайка.
У південній частині острова збираються у літній період також такі птахи: крижень, попелюх, чирянка велика, чирянка мала, чапля сіра, чепура велика біла, коловодник звичайний, коловодник болотяний, коловодник лісовий, коловодник великий, брижач. Спостерігаються на прольоті свищі, галагази звичайні, нерозені, крехи середні та інші рідкісні водоплавні.
Хоча острів з площею 129,75 га увійшов до регіонального ландшафтного парку «Дніпровські острови», проте за інформацією І. Ю. Парнікози реальної охорони він поки не отримав.

## Представники Червоних книг
Види, що підлягають захисту:
- Сальвінія плаваюча — Salvinia natans (Види Бернської ковенції, Червона книга України)
- Водяний горіх — Trapa natans (Червона книга України)
- Альдрованда пухирчаста — Aldrovanda vesiculosa (Червона книга України)

Острів є місцем годівлі кулика-сороки (Червона книга України).